# مانی اوت
مانی اوت (انگلیسی: Manny Ott؛ زادهٔ ۶ مهٔ ۱۹۹۲) بازیکن فوتبال اهل آلمان است.
از باشگاه‌هایی که در آن بازی کرده‌است می‌توان به باشگاه فوتبال اینگولشتات ۰۴ و باشگاه فوتبال سئرس نیگروس اشاره کرد.
وی همچنین در تیم‌های ملی فوتبال زیر ۲۳ سال فیلیپین و فیلیپین بازی کرده‌است.